# Едилсон
Едилсон да Силва Фереира (порт. Edílson da Silva Ferreira; 17. септембар 1970) бивши је бразилски фудбалер који је играо на позицији нападача.

## Каријера
Током каријере играо је за Палмеирас, Бенфику, Коринтијанс Паулисту, Фламенго и многе друге клубове.

## Репрезентација
За репрезентацију Бразила дебитовао је 1993. године. Са репрезентацијом Бразила наступао је на једном Светском првенству (2002). За репрезентацију је одиграо 22 утакмице и постигао 6 голова.

## Статистика
| Бразил | Бразил | Бразил |
| Год.   | Ута.   | Гол.   |
| ------ | ------ | ------ |
| 1993   | 2      | 0      |
| 1994   | 0      | 0      |
| 1995   | 0      | 0      |
| 1996   | 0      | 0      |
| 1997   | 0      | 0      |
| 1998   | 0      | 0      |
| 1999   | 0      | 0      |
| 2000   | 2      | 0      |
| 2001   | 7      | 4      |
| 2002   | 11     | 2      |
| Укупно | 22     | 6      |